# Pseudocalotes cybelidermus
Espèce
Pseudocalotes cybelidermus est une espèce de sauriens de la famille des Agamidae.

## Répartition
Cette espèce est endémique du Sud de l'île de Sumatra en Indonésie.

## Étymologie
Le nom spécifique cybelidermus vient du grec kybelion, bleu-violet, et de derma, la peau, en référence à la couleur de la peau entre les écailles du fanon gulaire.

## Publication originale
- Harvey, Hamidy, Kurniawan, Shaney & Smith, 2014 : Three new species of Pseudocalotes (Squamata: Agamidae) from southern Sumatra, Indonesia. Zootaxa, no 3841 (2), p. 211–238.